# Joseph Volgger
Joseph Volgger (Vollgger) (* 4. August 1769 in Arnbach bei Sillian; † 3. April 1828 ebenda) war ein österreichischer Orgelbauer.

## Leben
Joseph Volgger war als Bruder von Peter Volgger d. Ä. zunächst als dessen Orgelbauergeselle tätig und führte nach dessen Tod die Werkstatt weiter. Er baute einige Orgeln in Osttirol sowie in Kärnten. Sein Neffe Johann Volgger führte seine Orgelbautradition weiter.

## Werkliste
| Jahr | Ort          | Gebäude                            | Bild | Manuale | Register | Bemerkungen                        |
| ---- | ------------ | ---------------------------------- | ---- | ------- | -------- | ---------------------------------- |
| 1815 | Arnbach      | Filialkirche zum leidenden Heiland |      | I/P     | 7        |                                    |
| 1816 | Nikolsdorf   | Pfarrkirche Nikolsdorf             |      | I/P     | 10       |                                    |
| 1823 | Obertilliach | Pfarrkirche Obertilliach           |      | II/P    | 20       | seit 1904 Orgel von Franz Reinisch |